# ステレオ・マイク
ステレオ・マイク（英語:Stereo Mike）、本名:ミハリス・エクサルホス（ギリシャ語:Μιχάλης Έξαρχος / Mihalis Exarhos、1978年 - ）は、ギリシャ・ピレウス出身のヒップホップ・アーティストである。MTVヨーロッパ・ミュージック・アワードの「Best Greek Act」の初の受賞者で、2011年にはルーカス・イオルカスと共にユーロビジョン・ソング・コンテストのギリシャ代表に選ばれ、2011年5月にドイツのデュッセルドルフで行われるユーロビジョン・ソング・コンテスト2011に参加し、「Watch My Dance」を歌う。

## 来歴
1978年にギリシャのピレウスに生まれ、音楽教育を受けるために18歳でロンドンに移り、リーズ都市大学（Leeds Metropolitan University）とウエストミンスター大学にて学ぶ。その後4年間で音楽技術の学士、音楽製作の修士の学位を受ける。このイギリス在住中、ロンドンのハックニーのヴァルト・レコーズ・スタジオス（Vault Recording Studios）のプロデューサーを務める。ここでKlashnekoff、Bury Crew、Skinnyman、Taskforce、Iceberg Slim、Mike GLC、JMCなどのイギリスのヒップホップ・アーティストとの仕事を経験した。
AMGレコーズのプロデューサーとしての経験もあり、同レーベルの下位レーベル・「モー・マニー・レコーディングス（'Mo' Money Recording$）」と「ステレオ・マイク」の名で契約を交わす。その後2年の間に、ウエストミンスター大学で修士課程の学業を続けながらデビューアルバムを製作・録音した。ユニバーサルミュージックのライセンスによりデビューアルバム『Satirical Nomads』はギリシャで発売された。同アルバムには反人種差別を歌った「O Allos Babis」や、「I Polis」などが収録されている。
その後ミノスEMI（Minos EMI）と契約を交わし、2枚目のアルバム『XLI3H』が発売された。このタイトルは、ギリシャ語で「進化」を意味する「Εξέλιξη」のleetである。
2011年には代表曲「Watch My Dance」にてルーカス・イオルカスとともにユーロビジョン・ソング・コンテスト2011のギリシャ代表に選出され、5月にドイツで行われる同大会に参加する。
ウエストミンスター大学にて音楽の博士号取得にむけて研究を続けている。

### 受賞歴
2005年にはMAD TV賞の、最優秀ヒップホップ・ビデオクリップ部門に、2008年には最優秀ヒップホップ・ビデオクリップおよび今年のビデオクリップにノミネートされた。2008年にMTVヨーロッパ・ミュージック・アワードに「Best Greek Act」部門が創設されて初の受賞者となった。

## アルバム
- 2004年: Satirical Nomads
- 2007年: XLI3H
- 2011年: Aneli3h

## シングル
Satirical Nomads:
- 2004年: "O Allos Babis"
- 2004年: "I Polis"

2005 Mad Video Music Awards:
- 2005年: "Pump It / Misirlou", feat Eleni Tsaligopoulou Shaya & Lagnis NTP.

XLI3H:
- 2007年: "Fevgo", feat Haris Alexiou
- 2007年: "Des Kathara (Face à la mer)", feat Andriana Babali
- 2008年: "Anagnorisi"
- 2008年: "Alli Mia Nihta", feat Shaya
- 2009年: "Peraia Mou"

2008 Mad Video Music Awards:
- 2008年: "S'opoion Aresei (Dansonra)", feat Tamta
- 2008年: "Piase Me", feat Eleni Tsaligopoulou
- 2009年: "Peraia Mou"

Eurovision Song Contest 2011
- 2011: "Watch My Dance" (Loukas Giorkas feat. Stereo Mike)